# Isländischer Fußballpokal der Männer 1984
Der isländische Fußballpokal 1984 war die 25. Austragung des isländischen Pokalwettbewerbs der Männer. Pokalsieger wurde Titelverteidiger ÍA Akranes. Das Team setzte sich im Finale am 26. August 1984 im Laugardalsvöllur von Reykjavík gegen Fram Reykjavík durch.
Da ÍA Akranes neben dem Pokal auch die Meisterschaft gewann, war der unterlegene Finalist Fram Reykjavík für den Europapokal der Pokalsieger qualifiziert.

## Modus
Die Begegnungen wurden in einem Spiel ausgetragen. In den ersten drei Runden nahmen Vereine ab der zweiten Liga abwärts teil. Die Mannschaften aus der ersten Liga starteten im Achtelfinale. Bei unentschiedenem Ausgang wurde das Spiel zunächst verlängert und gegebenenfalls durch Elfmeterschießen entschieden.

## 1. Runde
| Datum      |                      | Ergebnis |                         |
| ---------- | -------------------- | -------- | ----------------------- |
| 23.05.1984 | Víðir Garði          | 1:0      | Hafnir Keflavík         |
| 23.05.1984 | Ármann Reykjavík     | 0:1      | UMF Grindavík           |
| 23.05.1984 | þróttur Norðfjörður  | 1:0      | Leiknir Fáskrúðsfjörður |
| 23.05.1984 | Hrafnkell Freysgoði  | 1:3      | Austri Eskifjörður      |
| 23.05.1984 | Valur Reyðarfjörður  | 1:2      | UMF Einherji            |
| 23.05.1984 | Völsungur Húsavík    | 2:1      | Leiftur Ólafsfjörður    |
| 23.05.1984 | Magni Grenivík       | 0:1      | UMF Tindastóll          |
| 23.05.1984 | FH Hafnarfjörður     | 6:2      | ÍR Reykjavik            |
| 23.05.1984 | UMF Stokkseyri       | 1:4      | Fylkir Reykjavík        |
| 23.05.1984 | UMF Selfoss          | 3:1      | Haukar Hafnarfjörður    |
| 23.05.1984 | Huginn Seyðisfjörður | 2:0      | UMF Sindri Höfn         |
| 23.05.1984 | ÍB Ísafjörður        | 4:0      | Vikverji Reykjavík      |
| 23.05.1984 | Vorboðinn Akureyri   | 2:4      | Vaskur Akureyri         |
| 23.05.1984 | ÍBV Vestmannaeyja    | 5:1      | HV Ísafjörður           |
| 23.05.1984 | Reynir Sandgerði     | 2:0      | UMF Njarðvík            |
| 24.05.1984 | Léttir Reykjavík     | 0:3      | Augnablik Kópavogur     |
| 24.05.1984 | Árvakur Reykjavík    | 0:1      | UMF Víkingur            |

## 2. Runde
| Datum      |                     | Ergebnis              |                       |
| ---------- | ------------------- | --------------------- | --------------------- |
| 05.06.1984 | UMF Skallagrímur    | 1:3                   | UMF Stjarnan          |
| 05.06.1984 | ÍB Ísafjörður       | 4:0                   | Augnablik Kópavogur   |
| 05.06.1984 | Fylkir Reykjavík    | 4:0                   | UMF Afturelding       |
| 05.06.1984 | ÍBV Vestmannaeyja   | 5:0                   | IK Kópavogur          |
| 05.06.1984 | þróttur Norðfjörður | 2:0                   | Huginn Seyðisfjörður  |
| 05.06.1983 | Austri Eskifjörður  | 2:2 n. V. (4:3 i. E.) | UMF Einherji          |
| 05.06.1984 | Vaskur Akureyri     | 0:2                   | KS Siglufjarðar       |
| 05.06.1984 | Völsungur Húsavík   | 2:0                   | UMF Tindastóll        |
| 05.06.1984 | Leiknir Reykjavík   | 1:9                   | UMF Víkingur          |
| 05.06.1984 | FH Hafnarfjörður    | 7:0                   | Snæfell Stykkishólmur |
| 05.06.1984 | UMF Selfoss         | 1:0                   | Reynir Sandgerði      |
| 05.06.1984 | Víðir Garði         | 2:1                   | UMF Grindavík         |

## 3. Runde
| Datum      |                     | Ergebnis |                    |
| ---------- | ------------------- | -------- | ------------------ |
| 19.06.1984 | Víðir Garði         | 1:0      | UMF Selfoss        |
| 19.06.1984 | ÍBV Vestmannaeyja   | 6:0      | UMF Stjarnan       |
| 19.06.1984 | UMF Víkingur        | 2:1      | FH Hafnarfjörður   |
| 19.06.1984 | ÍB Ísafjörður       | 1:0      | Fylkir Reykjavík   |
| 20.06.1984 | KS Siglufjarðar     | 1:2      | Völsungur Húsavík  |
| 27.06.1984 | þróttur Norðfjörður | 0:3      | Austri Eskifjörður |

## Achtelfinale
Teilnehmer: Die sechs Sieger der 3. Runde und die zehn Teams der 1. deild 1984.
| Datum      |                    | Ergebnis              |                      |
| ---------- | ------------------ | --------------------- | -------------------- |
| 04.07.1984 | UMF Víkingur       | 1:2                   | Völsungur Húsavík    |
| 04.07.1984 | Austri Eskifjörður | 2:3                   | þór Akureyri         |
| 04.07.1984 | Valur Reykjavík    | 3:3 n. V. (4:5 i. E.) | KA Akureyri          |
| 04.07.1984 | ÍB Ísafjörður      | 0:1                   | Fram Reykjavík       |
| 04.07.1984 | ÍBV Vestmannaeyja  | 0:3                   | ÍA Akranes           |
| 04.07.1984 | Víðir Garði        | 1:5                   | Breiðablik Kópavogur |
| 04.07.1984 | KR Reykjavík       | 5:1                   | ÍB Keflavík          |
| 10.05.1984 | þróttur Reykjavík  | 3:1                   | Víkingur Reykjavík   |

## Viertelfinale
| Datum      |                      | Ergebnis              |                   |
| ---------- | -------------------- | --------------------- | ----------------- |
| 17.07.1983 | Breiðablik Kópavogur | 0:0 n. V. (3:4 i. E.) | ÍA Akranes        |
| 19.07.1983 | KA Akureyri          | 2:2 n. V. (5:6 i. E.) | þróttur Reykjavík |
| 19.07.1984 | KR Reykjavík         | 2:1                   | þór Akureyri      |
| 19.07.1984 | Völsungur Húsavík    | 0:7                   | Fram Reykjavík    |

## Halbfinale
| Datum      |                | Ergebnis |                   |
| ---------- | -------------- | -------- | ----------------- |
| 31.07.1984 | ÍA Akranes     | 1:0      | þróttur Reykjavík |
| 31.07.1984 | Fram Reykjavík | 1:0      | KR Reykjavík      |

## Finale
| Paarung        | ÍA Akranes – Fram Reykjavík |
| Ergebnis       | 2:1 n. V. (1:1, 0:0) |
| Datum          | 26. August 1984 |
| Stadion        | Laugardalsvöllur, Reykjavík |
| Zuschauer      | 3.675 |
| Tore           | 0:1 Guðmundur Steinsson (53.) 1:1 Guðbjorn Tryggvason (88.) 2:1 Arni Sveinsson (91.) |
| ÍA Akranes     | Bjarni Sigurdsson, Björn þóprðarson, Jon Askelsson, Sigurður Lárusson, Sigurður Halldórsson, Hörður Jóhannesson (Olafur þordarson), Sveinbjorn Hakonarson (Julius Petur Ingolfsson), Karl þórdarson, SigÞor Omarsson, Gudbjorn Tryggvason, Arni Sveinsson            |
| Fram Reykjavík | Guðmundur Baldursson, Trausti Haraldsson, þorsteinn þorsteinsson, HafÞor Sveinjonsson (Gisli Hjalmtysson), Sverrir Einarsson, Kristinn Jonsson, Vidar þorkelsson (Bragi Bjornsson), Guðmundur Steinsson, Omar Johannsson, Guðmundur Torfason, þorsteinn Vilhjalmsson |